# Казённая Заимка
Казённая Заимка — посёлок в Алтайском крае России. Входит в городской округ город Барнаул. Административно подчинён Научногородокской сельской администрации Ленинского района города Барнаула.

## История
Первые документальные сведения о поселении на том месте, где находится современный посёлок Казённая Заимка, датируются 1726 годом.
Поселение возникло, как и многие деревни вокруг уездного города, в связи с необходимостью обеспечения офицеров и чиновников продуктами. Посёлок был небольшим, его спокойная жизнь стала более оживлённой после того, как было построено пароходство в Гоньбинском затоне в 1867 г. Зимой и летом там стали работать переселившиеся из города барнаульцы.
Посёлок Казённая Заимка принадлежал барнаульскому лесничеству, его древесина шла в имперскую Россию. Ключевые пассажирские и грузовые перевозки также осуществлялись с поселковой пристани, а многочисленные рыбаки поставляли жителям разрастающегося города свежую рыбу. Поселение в последние годы XX века увеличилось до 200 дворов.
Не случайно поселение носило имя Казённой Заимки. Так как земля принадлежала Кабинету его императорского величества, земельные угодья получали чиновники, инженеры и офицеры Алтайского горного правления. Например, барин Альдаров содержал в посёлке дачу посреди березняка, где принимал гостей с оркестром и весёлыми гуляньями, в которых участвовал сам начальник Алтайского горного округа немец Шмит.
Густые рощи и леса привлекли начальника Алтайского горного округа Шмита и инженера сереброплавильного завода Францева. последний организовал сплав древесины для Барнаульского завода и организовал подсобное хозяйство, где крестьяне держали скот, делали на кустарной маслобойке масло, торговали сметаной. В1860-1870-е гг. они пользовались известностью за отличное качество и вкус не только в Барнаульском уезде, но и за его пределами.
Революционные волнения начала XX века дошли и до Алтая. Крестьяне Казённой Заимки подверглись вооружённым набегам войск адмирала Колчака.
В 1930 г. была создана коммуна, которая затем была преобразована в колхоз. Его председателем был командир Красной Армии Павел Данилович Максимов. Сибколхозсоюз в 1929 г. издал распоряжение, согласно которому Барнаульский окружной союз коллективных хозяйств должен был создавать огородные колхозы и расширять продуктивное животноводство. Так возникли две животноводческих артели.
Крестьяне сажали садовые культуры, закладывали парниковые хозяйства.
В 1952 г. прошла реорганизация пригородного подсобного хозяйства. Из него создали опытно-производственное объединение. В 1957 г. колхозы Казённой Заимки и с. Гоньба слились в одно предприятие. Были построены три свинарника, и это стало экономической причиной того, что возникло село Землянуха.

## Население
| 2010 | 2011  | 2012  | 2013  | 2021  |
| ---- | ----- | ----- | ----- | ----- |
| 2334 | ↗2344 | ↗2626 | ↗2769 | ↗3100 |

## Транспорт
До посёлка можно добраться на общественном транспорте: автобус № 38, также мимо посёлка проходят маршруты № 25 и 32 до пос. Научный Городок, № 25Б до пос. Берёзовка.

## Достопримечательности
Рядом с посёлком находятся археологические памятники каменного, бронзового, железного веков и Скифской эпохи: стоянки, могильники и курганы.
В северной части посёлка расположено устье реки Землянухи.